# Прометей (фільм, 2012)
«Прометей» (англ. Prometheus) — науково-фантастичний фільм 2012 року, знятий режисером Рідлі Скоттом. Приквел класичного фільму «Чужий» (1979) і п'ята за рахунком картина в однойменній серії фільмів. В головних ролях грають Нумі Рапас, Майкл Фассбендер, Гай Пірс, Ідріс Ельба, Логан Маршалл-Грін і Шарліз Терон. Події фільму відбуваються наприкінці XXI століття. В центрі сюжету екіпаж космічного корабля, який слідує за стародавньою зоряною картою в пошуках витоків людської цивілізації. Зрештою, прибувши в далекий світ, головні герої виявляють загрозу, що може призвести до вимирання всього людського роду.
Основні знімання фільму проходили на кіностудії у Лондоні, окремі сцени також фільмували в Ісландії, Іспанії та Йорданії. «Прометей» вийшов у прокат 2012 року: 31 травня в Україні, 1 червня у Великій Британії та 8 червня в США. Фільм отримав загалом позитивні відгуки, хоча деякі оглядачі критикували його за непослідовний сценарій і незавершені елементи історії. У світовому прокаті стрічка зібрала понад 403 млн дол. Продовження під назвою «Чужий: Заповіт» вийшло в травні 2017 року.

## Назва
14 січня 2011 Рідлі Скотт оголосив про те, що в ході роботи над сценарієм приквелу до «Чужого», він розвинувся у самостійну історію, але все ж містить певні характерні мотиви та елементи минулих фільмів. На початку січня 2011 року з'явилися чутки про те, що фільм взагалі не має стосунку до всесвіту «Чужих», але пізніше вони були спростовані, в тому числі і виконавцем однієї із головних ролей — Майклом Фассбендером. Назва нової кінострічки — «Прометей». Означає ця назва «Історія корабля „Прометей“». Вихід фільму в прокат запланували на 31 травня 2012.

## Сюжет
На пустельній планеті один з представників інопланетної раси Інженерів виконує якийсь ритуал. Відправлений іншими Інженерами до водоспаду, він випиває чорну рідину, яка розкладає його тіло, тим самими створюючи на планеті нове життя.
2089 року в Шотландії археологи Елізабет Шо і Чарлі Голловей знаходять в печері малюнки первісних людей. Там зображено поклоніння високим гуманоїдам, які вказують на сузір'я. Дія переноситься в 2093 рік, коли науково-дослідний космічний корабель «Прометей» наближається до планет цього сузір'я. Андроїд Девід доглядає за екіпажем, що перебуває в анабіозі, та вивчає людське мистецтво з метою навчитися спілкуватися з будь-якими розумними істотами. Він пробуджує екіпаж з дворічного сну, оскільки «Прометей» підлітає до LV-223 — супутника газового гіганта в системі ζ2 Сітки. Керівник експедиції Мередіт Віккерс показує голографічне послання від Пітера Вейланда, глави корпорації «Вейланд Індастріз», який і організував експедицію. Пітер знайомить екіпаж з Девідом, Елізабет і Чарлі. Археологи демонструють однакові малюнки, створені різними цивілізаціями, що зображають те саме сузір'я. На думку Вейланда, це запрошення від іншопланетної цивілізації, котра створила людей. Девід помічає ставлення до нього як до прислуги, а Вейланд зауважує, що той не має душі.
Із загадкової планети не надходить жодних сигналів у відповідь, «Прометей» сідає на LV-223, де екіпаж виявляє стародавні споруди. Всередині існує чисте повітря і Голловей наважується зняти шолом. Девід знаходить голографічний запис, який показує втечу Інженерів. Запис приводить людей до мумії іншопланетянина з відірваною головою. Геолог Файфілд і біолог Мілберн побоюються зустріти те, що вбило іншопланетян, і йдуть назад на «Прометей». Решта входять до зали з фресками і скульптурою людської голови. Крім того в залі стоять численні циліндричні вази. На поверхні починається буря, дослідники повертаються на корабель, взявши голову мумії та вазу, але перед цим Девід помічає, що інші вази починають виділяти чорну рідину.
На борту з'ясовується, що Файфілд і Мілберн заблукали і переховуються в спорудах Інженерів. Віккерс обіцяє забрати їх, коли буря вщухне. Шо і медик Форд досліджують захоплену голову іншопланетянина та виявляють, що це шолом. Під ним знаходиться схожа на людську голова, покрита наростами, подібними на клітини в стані зміни. Вчені стимулюють нервову систему голови струмом, унаслідок чого з голови починає витікати чорна рідина і вона вибухає. Дослідження зразків показує подібність ДНК Інженерів і людей. Девід потай відкриває вазу з чорною рідиною і бере звідти краплину. Андроїд запитує для чого люди створили його. Після відповіді Чарлі «бо могли» Девід каже, що така відповідь від їхніх творців напевно засмутила б людей. Андроїд розуміє, що це не справжня причина і уточнює на що Голловей пішов би задля отримання відповідей про сенс свого існування. Почувши «на все», він вирішує діяти так само та додає в напій археолога краплю чорної рідини.
Файфілд і Мілберн тим часом знаходять купу мумій Інженерів, голови яких вибухнули зсередини. Запущений раніше сканер показує якусь форму життя. Файфілд і Мілберном вирушають туди і опиняються в залі з вазами. Голловей відвідує Шо, розмірковуючи над тим, що відкриття походження людей від іншопланетян спростовує існування Бога. Після цього вони кохаються. Загублені дослідники бачать в залі мутованого місцевого черва, що пропалює кислотою шолом одного і вбиває другого, залізши йому до рота.
Коли буря вщухає, команда вирушає на пошуки зниклих колег. Голловей помічає якісь зміни у своєму тілі, але приховує це від інших. Дорогою йому стає зле, товариші доставляють його на корабель. Девід відділяється від групи і знаходить пункт керування схованим під землею космічним кораблем іншопланетян. З голограм андроїд з'ясовує, що інопланетяни збиралися вирушити на Землю, аби доставити туди вази. Після цього Девід виявляє капсулу з Інженером в анабіозі.
Віккерс, вважаючи, що Голловей становить небезпеку, забороняє йому підніматися на борт «Прометея». Сам археолог, розуміючи, що заражений можливо смертельно, провокує Віккерс на те, щоб вона спалила його з вогнемета. Девід обстеживши Шо повідомляє, що вона вагітна, хоча жінка знає, що безплідна. Шо наполягає на видаленні плоду, що з'явився за таких загадкових обставин, натомість Девід хоче заморозити Шо та дослідити її вже на Землі. Жінка проривається до автоматичного хірургічного модуля, який програмує на кесарів розтин. Апарат дістає з її матки подібну на восьминога бліду істоту. В цей час біля корабля виявляється труп Файфілда. Несподівано він оживає, спотворений дією чорної рідини, але гине під вогнем екіпажу. Елізабет застає Девіда за реанімацією Пітера Вейланда, якого таємно було поміщено на борту в анабіозі. Пітер переконаний, що творці людства можуть відкрити таємницю безсмертя і врятувати зокрема його самого.
Капітан Джанек в розмові з Шо припускає, що на LV-223 знаходилася військова база Інженерів, де вони розробляли певну біологічну зброю, яка вийшла з-під контролю. Вейланд з Девідом, Шо та групою людей вирушають на корабель, виявлений під землею. Девід припускає, що Інженери збиралися вирушити на Землю задля нового творення, але перед цим планували знищити на ній все життя. Люди пробуджують виявленого раніше андроїдом Інженера. Шо намагається допитатися в іншопланетянина чому його цивілізація хотіла знищити людство. Після спроби Девіда заговорити, Інженер відриває йому голову, вбиває Вейланда і його людей, тільки Шо вдається втекти.
Інженер приводить в дію корабель, щоб спрямувати його до Землі. Шо добігає до «Прометея» й розповідає що сталося. Віккерс наказує капітанові Джанеку, пілотам Ревелю і Ченс летіти на Землю, а сама тікає в рятувальній капсулі. Пілоти вирішують пожертвувати собою і кораблем, протаранивши іншопланетне судно. Апарат Інженерів падає, вбиваючи Віккерс, а Шо встигає добігти до залишеного на поверхні модуля з запасом повітря. Голова Девіда повідомляє їй по радіо, що вцілілий Інженер прямує до неї. Іншопланетянин, ідучи за жінкою, потрапляє в щупальця істоти, видаленої з тіла Шо, яка значно виросла. Інженер інфікується істотою, тим часом Елізабет опиняється на поверхні планети. Девід повідомляє, що на планеті є інші кораблі Інженерів, і якщо Шо поремонтує андроїда, то він допоможе їй відлетіти на Землю.
Шо складає рапорт, який посилає у космос, і разом з Девідом відлітає, але не додому, а на пошуки рідної планети Інженерів аби дізнатися чому вони хотіли знищити людей. З грудей зараженого Інженера виривається істота «диякон», подібна до Чужого.

## У ролях
- Переклад і укладка тексту: Дмитро Тварковський
- Режисер дубляжу: Костянтин Лінартович
- Звукорежисер: Олександр Козярук
- Менеджер проєкту: Ірина Туловська
- Ролі також дублювали: Євген Горлач, Наталія Заболотна, Дмитро Тварковський, Костянтин Лінартович та інші.

| Актор              | Роль                                | Дубляж               |
| ------------------ | ----------------------------------- | -------------------- |
| Нумі Рапас         | археолог Елізабет М. Шо             | Ірина Ткаленко       |
| Майкл Фассбендер   | андроїд Девід                       | Олександр Шевчук     |
| Шарліз Терон       | керівник експедиції Мередіт Віккерс | Ірина Яценко         |
| Ідріс Ельба        | капітан Джанек                      | Григорій Герман      |
| Логан Маршалл-Грін | археолог Чарлі Голловей             | Дмитро Лінартович    |
| Гай Пірс           | Пітер Вейланд                       | Юрій Висоцький       |
| Рейф Сполл         | біолог Мілберн                      |                      |
| Шон Гарріс         | геолог Файфілд                      | Михайло Кришталь     |
| Кейт Дікі          | медик Форд                          |                      |
| Бенедикт Вонг      | пілот Равель                        | Станіслав Туловський |
| Іман Елліот        | пілот Ченс                          | Володимир Канівець   |
| Іен Вайт           | уцілілий Інженер                    |                      |
| Деніел Джеймс      | Інженер, який приніс себе в жертву  |                      |
| Джон Лебар         | голографічний Інженер               |                      |
| Люсі Гатчінсон     | восьмирічна Шо                      |                      |
| Патрік Вілсон      | батько Шо                           |                      |

## Історія створення
Рідлі Скотт призначений режисером приквела до «Чужого». Сам Рідлі Скотт в інтерв'ю від 2002 року заявляв, що хотів би зняти фільм, що розкриває таємницю походження Чужих. Глядачі могли очікувати історію екіпажу того самого інопланетного корабля, який був знайдений рудовозом «Ностромо» (див. сюжет фільму «Чужий» 1979 року). Проте пізніше, на кінофестивалі, що пройшов у Лондоні наприкінці жовтня 2009 року, режисер вказав на масштабніший характер сценарію:

У нас буде зовсім нова історія. Ми вже намалювали схему, сценарій зараз пишеться. Дія приквелу матиме місце деякий час тому складно визначити рік дії «Чужого», але, наприклад, якщо взяти, що тоді був кінець цього століття, то наш сюжет почне розвиток за тридцять років до тих подій.

Останні дані говорять про те, що «космічні жокеї» з'являються у фільмі і грають значну роль у розвитку сюжету. Зокрема, джерело SkyNews повідомляє, що на знімальному майданчику відтворений макет «пілота» з першого фільму, а частина дії розгортатиметься на космічному кораблі, керованому «гігантською біомеханічною головою».
1 жовтня 2010 завдяки ресурсу ScriptFlags з'явилася інформація, що Рідлі Скотт вимагає 250 млн доларів на знімання фільму, але керівництво, 20th Century Fox, планує вкласти в проєкт набагато меншу суму. Крім цього, режисер бажає зняти фільм з рейтингом «R» (раніше він давав обіцянки зняти «жорсткі і похмурі» приквели), а керівництво наполягає на рейтингу «PG-13», який передбачає, що таким чином фільм буде доступний для більшої кількості глядачів. Фільм знімався у форматі 3D.
26 листопада 2010 в Інтернет потрапив перший концепт-арт до фільму.
Спочатку Рідлі Скотт планував зняти дилогію (два фільми), а також залучити до знімання актора Леонардо ДіКапріо, через якого навіть зробив відстрочку в зйомках, проте в кінцевому рахунку від обох ідей відмовилися.

### Акторський склад
Претендентками на головну жіночу роль в новому «Чужому» були Наталі Портман і шведська актриса Нумі Рапас. Вибір був зроблений на користь останньої. Актриса Шарліз Терон так само відіграє головну, після Нумі Рапас, роль у фільмі.
Інший відомий актор, який знявся в «Прометеї» — це Гай Пірс.
Головна чоловіча роль могла дістатися Джеймсу Франко.
На роль Мередіт Віккерс розглядалися кандидатури Шарліз Терон і Анджеліни Джолі. У результаті роль отримала Шарліз Терон.
Роль андроїда Девіда — зіграв ірландський актор німецького походження Майкл Фассбендер.

## Коментар творців фільму
Джон Спейтс, сценарист фільму, в інтерв'ю 2012 року відгукнувся на зауваження, що корабель «Прометей» виглядає технологічнішим, аніж «Ностромо» з фільму «Чужий», хоча події «Чужого» відбуваються пізніше. За його словами, це не означає, що «Ностромо» новіший, він міг бути в експлуатації вже багато років. До того ж, «Ностромо» був буксирним кораблем, а «Прометей» — науково-дослідним. Деймон Лінделоф прокоментував, що ідея фільму полягає в думці: «... про те, що наші творці насправді не мають особливого почуття великих амбіцій або сенсу в тому, що вони роблять, як це описав Голловей у попередніх домислах... Земля була просто чашкою Петрі для цього народу». Сценаристи також зауважили, що Девід вагається, коли потай додає арехеологу краплю чорної рідини, водночас він слідує програмі Пітера — зробити все можливе, щоб зрозуміти наміри творців людства. Назва істоти, зображеної в фіналі фільму — «диякон», була вперше вказана в книзі концепт-артів «Prometheus: The Art of the Film by Mark Salisbury» (2012). Таку назву дано через схожість голови з дияконською митрою західної традиції.
Рідлі Скотт у 2017 році підтвердив, що планета, де опинився екіпаж «Прометея», була військовим дослідним центром Інженерів.